# Renault Dauphine
Renault Dauphine – kompaktowy samochód osobowy produkowany przez francuskie przedsiębiorstwo Renault w latach 1956–1967. Sprzedawany był także w latach 1960–1962 w bogatszej wersji pod nazwą Renault Ondine. Samochód montowany był w wielu miejscach: w Południowej Afryce, Australii, Meksyku, Belgii, Irlandii, a także na licencji we Włoszech, w Brazylii, Hiszpanii, Argentynie, Izraelu, Stanach Zjednoczonych oraz Japonii. Dostępna była także usportowiona wersja, Gordini, wyposażona w 4-biegową manualną skrzynię biegów, hamulce tarczowe na obydwu osiach oraz w mocniejszy silnik.
Wersja Gordini dzierżyła kilka rekordów średniej prędkości w klasie samochodów z silnikiem o pojemności skokowej od 750 do 1100 cm³, 24 października 1964 zostały uznane wyniki na dystansach: 25 000 i 50 000 km oraz 25 000 mil, średnie prędkości to odpowiednio: 95,643, 97,156 i 96,657 km/h.

## Historia

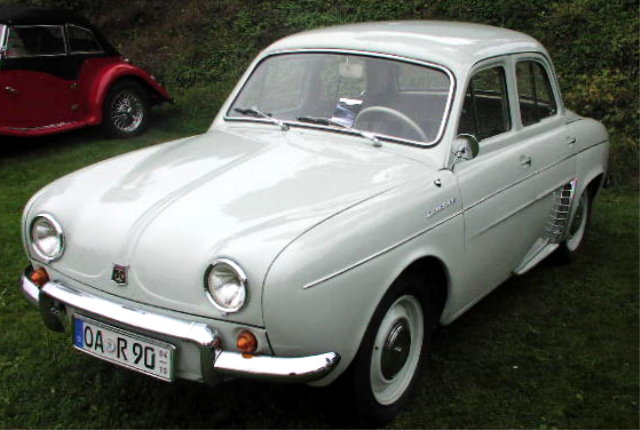
Renault Dauphine

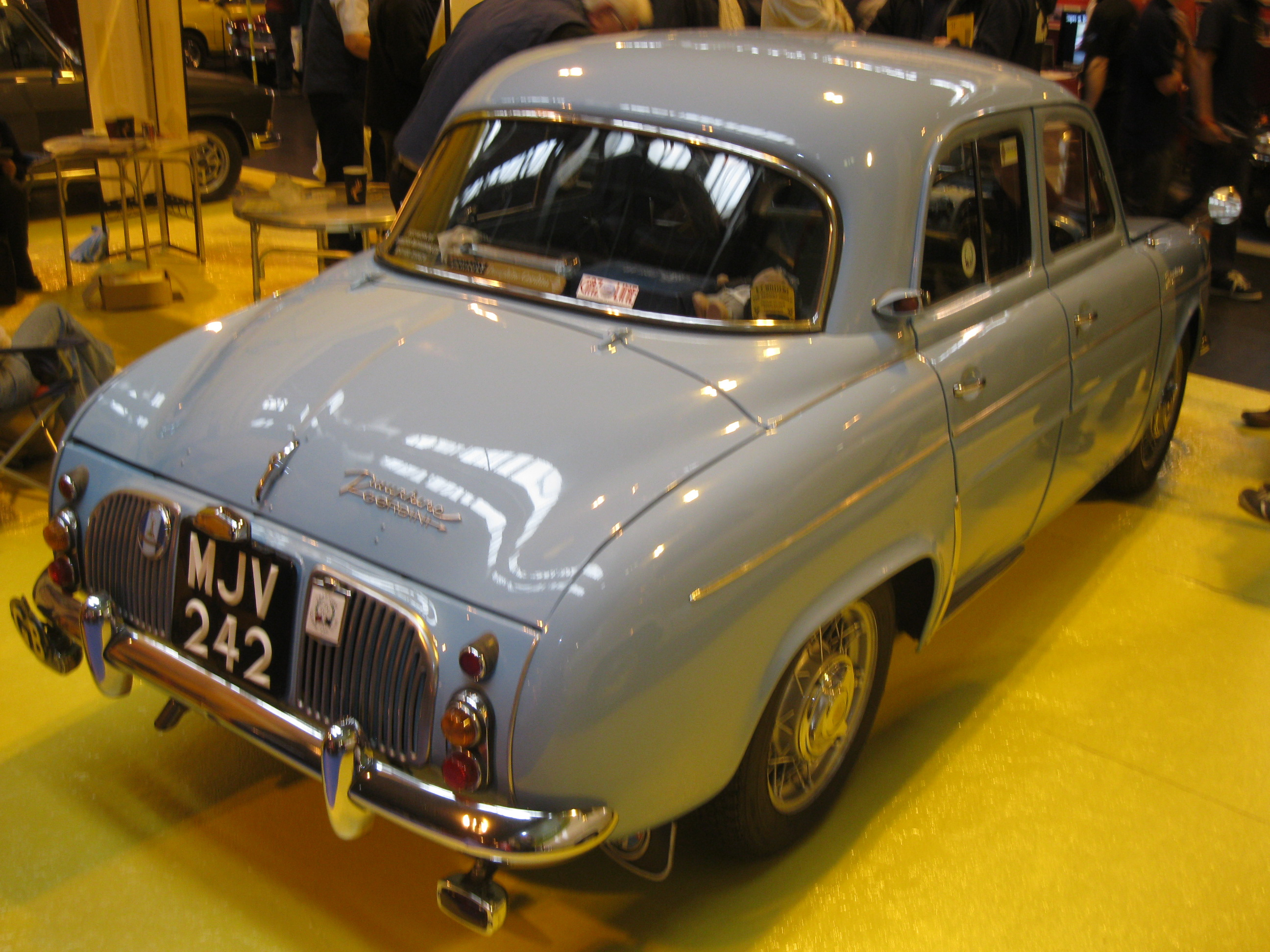
Tył pojazdu

Produkcja Dauphine ruszyła w 1956 roku, samochód miał zastąpić starzejący się model 4CV, który zdążył już odnieść sukces marketingowy. Jednocześnie samochód był projektowany z myślą o eksporcie na rynek amerykański. Nowy samochód posiadał, podobnie jak poprzednik, nadwozie samonośne. Był to 4-drzwiowy sedan, cięższy i dłuższy o 300 mm od 4CV. Do napędu użyto tego samego silnika, powiększono jego pojemność z 760 cm³ do 845 cm³, a w efekcie moc z 19 KM do 32 KM (14 kW do 24 kW). Silnik pozostał umieszczony z tyłu, napędzał koła tylne; był to w czasie produkcji popularny układ stosowany także przez Volkswagena oraz Fiata.
Przez cały okres produkcji powstały dwie limitowane edycje Dauphine. Amédée Gordini opracował wersję z silnikiem wzmocnionym do 37 KM (27,2 kW), którą sprzedawano pod nazwą Dauphine Gordini. Pod koniec produkcji sprzedawana była także wersja 1093, wyposażona w silnik wzmocniony do 55 KM (41 kW). Wprowadzono w niej także szereg modyfikacji, które pozwalały na osiągnięcie prędkości maksymalnej równej 130 km/h.
W 1966 zarząd Renault stwierdził, że pierwszy milion egzemplarzy Dauphine został wyprodukowany szybciej, niż w przypadku jakiegokolwiek modelu wcześniej, zajęło to cztery lata. Łącznie powstało 2 150 738 egzemplarzy.
Obecnie Dauphine krytykowany bywa za słabe osiągi oraz właściwości jezdne i awaryjność. W 2002 podczas programu radiowego Car Talk Dauphine został umieszczony na dziewiątej pozycji w zestawieniu Najgorszych Samochodów Tysiąclecia, określono go jako „samochód, przy którym projektanci się zbytnio nie napracowali”. W 2007 roku magazyn Time zaliczył model do grona 50 najgorszych aut wszech czasów (wespół jednak z takimi samochodami jak Ford Model T), sam samochód skomentowano jako „największa wpadka francuskiej inżynierii od czasów powstania linii Maginota”, negatywnie oceniając m.in. rdzewienie i słabe przyspieszenie. Podczas testów prasowych budżetowych samochodów w USA w 1957 roku jednakże określono go jako „doskonały samochód do jazdy, czy na autostradzie, czy w ruchu”, utrzymujący dużą szybkość na autostradzie; wśród zalet wymieniono też cichy i bardzo ekonomiczny silnik oraz doskonałą widoczność. W 1958 roku był najlepiej sprzedającym się czterodrzwiowym zagranicznym samochodem w USA. Kosztował wówczas 1645 dolarów, będąc tańszym od samochodów amerykańskich. W ankiecie w USA z 1959 roku, 85,4% użytkowników oceniło samochód jako „doskonały”, a tylko 0,7% jako kiepski i jedynie 5,8% doświadczyło awarii. Wśród zalet samochodu wymieniano wówczas wyjątkowo dobrą ekonomikę oraz manewrowość, z średnicą skrętu 9,5 m (oba parametry lepsze od Volkswagena „garbusa”, za którym Renault zajmował drugie miejsce pod względem popularności samochodów importowanych). Czas przyspieszenia do 80 km/h wynosił 21 sekund i był porównywalny z większością samochodów importowanych (również o pół sekundy lepszy od Volkswagena). Niewielki bagażnik był porównywalny z dwudrzwiowym „garbusem”.

## Produkcja zagraniczna

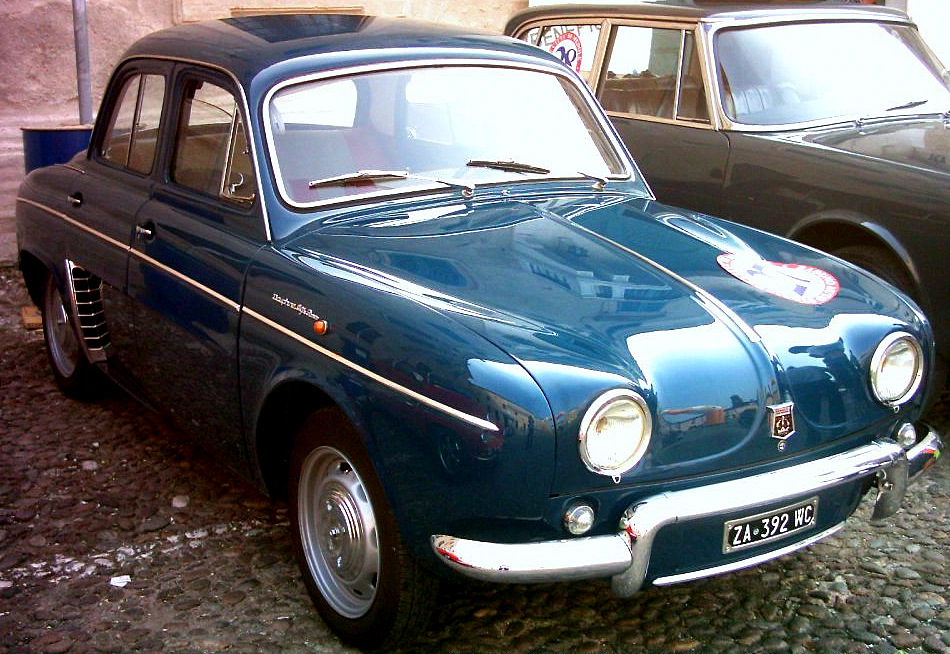
Alfa Romeo Dauphine

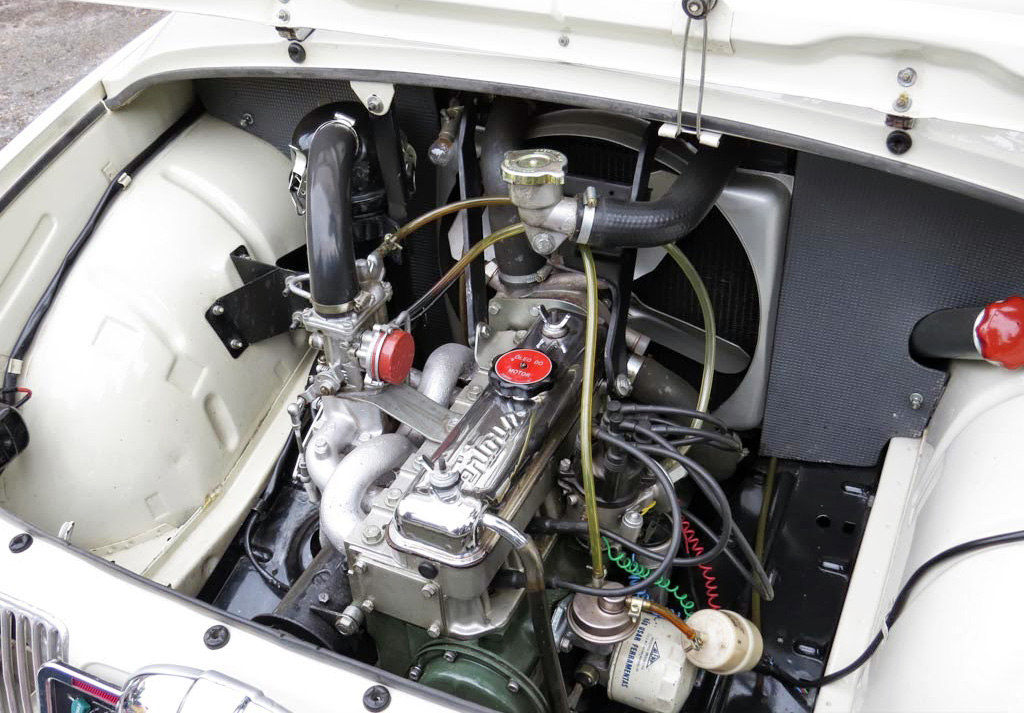
Silnik

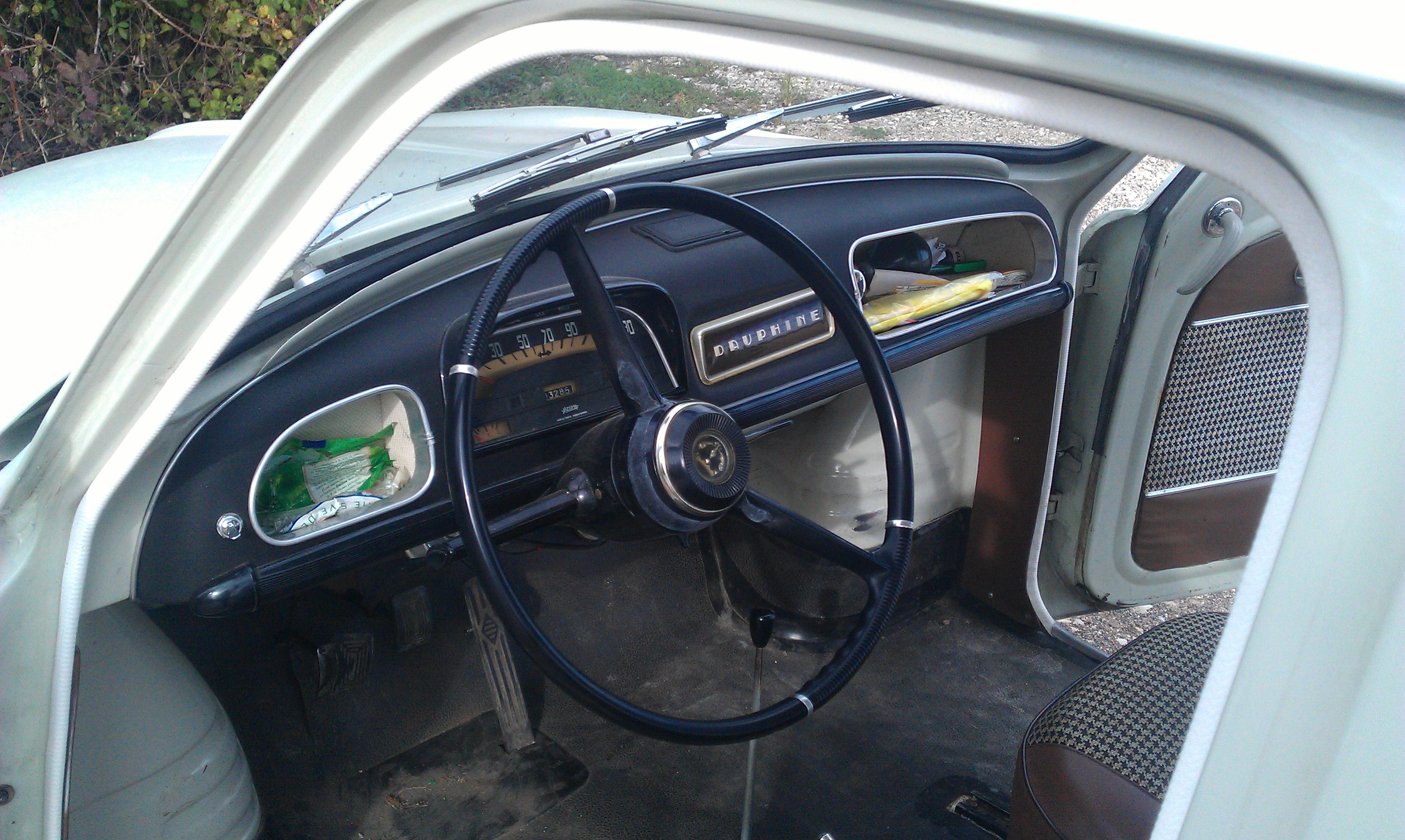
Deska rozdzielcza

Model produkowany był na licencji we Włoszech w latach 1959–1964 przez Alfę Romeo pod nazwą Alfa Romeo Dauphine. Od francuskiej wersji różnił się on zastosowaną instalacją elektryczną (Magneti-Marelli, 12V), innymi lampami oraz emblematami „Dauphine Alfa-Romeo” lub „Ondine-Alfa Romeo” (w zależności od wersji).
Samochód produkowany był także w latach 1959–1968 w Brazylii przez Willys-Overland do Brasil. Powstały następujące wersje:
- Dauphine: 23 887 sztuk (1959–1965);
- Gordini: 41 052 sztuki (1962–1968);
- Renault 1093: 721 sztuk (1963–1965);
- Teimoso (wersja oszczędnościowa, bez wyposażenia dodatkowego): 8 967 sztuk (1965–1967).

Łącznie w Brazylii zmontowano 74 627 egzemplarzy.
W Argentynie produkcją modelu zajmowało się przedsiębiorstwo Industrias Kaiser Argentina, powstało łącznie 97 209 egzemplarzy IKA Dauphine i Gordini. Dostępna była sportowa odmiana 1093, nie była ona jednak tożsama z wersją francuską.
W Hiszpanii samochód montowany był w latach 1958–1967 przez oddział Renault, F.A.S.A, powstało 125 912 sztuk modelu.
Japoński samochód Hino Contessa 900 budowany był na francuskiej licencji, wykorzystywał on platformę Dauphine.

## Specyfikacje silników
| Silnik     | Rodzaj paliwa | Pojemność skokowa | Moc maksymalna                       | Maksymalny moment obrotowy | Prędkość maksymalna | 0-100 km/h | Stosunek mocy do masy |
| ---------- | ------------- | ----------------- | ------------------------------------ | -------------------------- | ------------------- | ---------- | --------------------- |
| Type 670-1 | Benzyna       | 845 cm³           | 27,0 KM (20,1 kW) przy 4000 obr./min | 66 N·m                     | 112 km/h            | 37 s       | 41,54 KM/tona         |
| Gordini    | Benzyna       | 845 cm³           | 36 KM (26,8 kW) przy 4000 obr./min   | 65 N·m                     | 130 km/h            | 30 s       | 54,55 KM/tona         |